# Surajaya Stadium
Das Surajaya Stadium ist ein Fußballstadion mit Laufbahn, die jedoch nicht genutzt wird, in der indonesischen Stadt Sidorejo, Provinz Jawa Timur, auf der Insel Java.
Die Anlage hat ein Fassungsvermögen von 16.000 Personen und ist die Heimspielstätte des Erstligisten Persela Lamongan. Eigentümer der Sportstätte ist der Verein Persela Lamongan.